# تغییرپذیری و تغییر اقلیم

میانگین دمای هوای سطح زمین در ۲۰۱۱–۲۰۱۱ در مقایسه با ۱۹۵۶–۱۹۷۶

تغییرپذیری اقلیم (به انگلیسی: Climate variability) یا وردش‌پذیری اقلیم، افزایش مداوم میانگین دمای جهانی و اثرات آن بر سیستم آب و هوای زمین را توصیف می‌کند. تغییر اقلیم (به انگلیسی: climate change) شامل تغییرات طولانی مدت قبلی در آب و هوای زمین نیز می‌شود.
افزایش فعلی میانگین دمای جهانی سریعتر از تغییرات قبلی است و عمدتاً ناشی از سوزاندن سوخت‌های فسیلی توسط انسان است. استفاده از سوخت‌های فسیلی، جنگل زدایی و برخی روش‌های کشاورزی و صنعتی باعث افزایش گازهای گلخانه ای به ویژه دی‌اکسید کربن و متان می‌شود. گازهای گلخانه‌ای مقداری از گرمایی را که زمین پس از گرم شدن از نور خورشید منتشر می‌کند جذب می‌کند. مقادیر بیشتری از این گازها گرمای بیشتری را در اتمسفر پایین زمین به دام می‌اندازند و باعث گرم شدن کره زمین می‌شوند. اصطلاح اقلیم به متوسط بلندمدت آب و هوای یک منطقه گفته می‌شود. تغییرات آب و هوا باعث ایجاد طیف وسیعی از اثرات بر محیط زیست می‌شود. بیابان‌ها در حال گسترش هستند در حالی که امواج گرما و آتش‌سوزی‌های جنگلی رایج تر می‌شوند. افزایش گرمایش در قطب شمال به ذوب شدن یخ‌های دائمی، عقب‌نشینی یخبندان و از بین رفتن یخ دریا کمک کرده‌است. دماهای بالاتر همچنین باعث طوفان‌های شدیدتر، خشکسالی‌ها و دیگر تغییرات شدید آب و هوایی می‌شود. تغییرات سریع محیطی در کوه‌ها، صخره‌های مرجانی و قطب شمال بسیاری از گونه‌ها را مجبور به جابجایی یا انقراض می‌کند. حتی اگر تلاش‌ها برای به حداقل رساندن گرمایش آینده موفقیت‌آمیز باشد، برخی از اثرات برای قرن‌ها ادامه خواهد داشت. اینها عبارتند از گرمایش اقیانوس، اسیدی شدن اقیانوس و افزایش سطح دریا.

دگرگونی اقلیم می‌تواند شامل تغییرات غیرعادی بلند مدت و غیرقابل بازگشت در اقلیم درون جو زمین و پیامدهای ناشی از آن در قسمت‌های مختلف کرهٔ زمین می‌باشد. برای مثال در یخ‌های قطبی، مدت این تغییرات از ده سال تا چند میلیون سال تغییر می‌کند. به‌خصوص در مقوله سیاست زیست‌محیطی، اصطلاح «دگرگونی اقلیم» اغلب به تغییراتی که در اقلیم کنونی رخ می‌دهد گفته می‌شود. در برخی موارد، این عبارت با فرض رابطه علت و معلولی بشری نیز بکار می‌رود، همچنان که در کنوانسیون چارچوب دگرگونی اقلیمی سازمان ملل UNFCCC مورد استفاده قرار گرفت. کنوانسیون UNFCCC اصطلاح «دگرگونی اقلیمی» را برای تغییراتی به کار می‌برد که منشأ غیرانسانی داشته باشند. دگرگونی اقلیم پدیده‌ای است که در نتیجه فاکتورهایی همچون فرایندهای دینامیکی زمین یا عوامل بیرونی همچون تغییرات در شدت تابش آفتاب رخ می‌دهد. عوامل خارجی اثرگذار بر اقلیم را اغلب نیروهای اقلیمی می‌نامند و شامل فرایندهایی همچون نوسانات در شدت نور خورشید، انحراف در مسیر حرکت زمین و افزایش غلظت گازهای گلخانه‌ای می‌شود. 

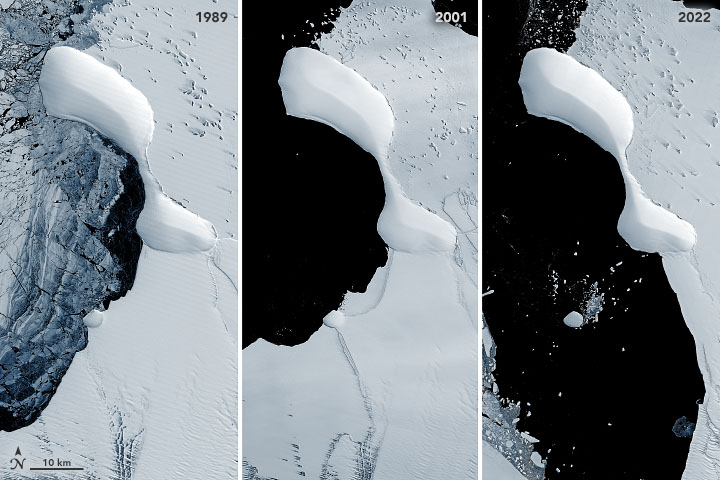
روند ذوب شدن یخ‌های قطبی طی سال‌های ۱۹۸۹ تا ۲۰۲۲

بازخوردهای ناشی از دگرگونی اقلیم متغیر می‌باشد و ممکن است سبب افزایش یا کاهش این عوامل درونی شوند. بسیاری از تغییرات درونی در سیستم‌های اقلیمی با تأخیر رخ می‌دهند؛ زیرا سیستم اقلیمی کرهٔ زمین بسیار بزرگ است و به کندی حرکت می‌کند و به ورودی‌ها با تأخیر پاسخ می‌دهد. برای مثال یک سال خشکسالی تنها سبب کاهش آرام سطح دریاچه‌ها یا خشک شدن حاشیه زمین‌های هموار می‌گردد. در سال‌های بعدی این شرایط ممکن است سبب کاهش بارش شود که احتمالاً به یک سال خشک‌تر دیگر منجر می‌گردد. وقتی که نقطهٔ بحرانی بعد از x سال فرا می‌رسد، کل سیستم ممکن است به صورت دیگر تغییر کند و این حالت در هر صورت به توقف بارش منجر می‌شود. این نمونه از دگرگونی اقلیم سریع و برگشت‌پذیر است که به صورت تأخیری رخ می‌دهد.
تغییرات آب و هوایی مردم را با افزایش سیل، گرمای شدید، افزایش کمبود آب و غذا، بیماری‌های بیشتر و زیان اقتصادی تهدید می‌کند. مهاجرت و درگیری انسان نیز می‌تواند نتیجه آن باشد. سازمان جهانی بهداشت (WHO) تغییرات آب و هوایی را بزرگ‌ترین تهدید برای سلامت جهانی در قرن بیست و یکم می‌داند. جوامع و اکوسیستم‌ها بدون اقدامی برای محدود کردن گرمایش، خطرات شدیدتری را تجربه خواهند کرد. سازگاری با تغییرات اقلیمی از طریق تلاش‌هایی مانند اقدامات کنترل سیل یا محصولات مقاوم در برابر خشکسالی تا حدی خطرات تغییرات آب و هوایی را کاهش می‌دهد. جوامع فقیرتر مسئول سهم کمی از انتشار جهانی هستند، اما کمترین توانایی را برای سازگاری دارند و در برابر تغییرات آب و هوایی آسیب پذیرتر هستند. آب و هوا می‌تواند گرم‌تر یا سردتر شود یا میانگین آن با گذشت زمان افزایش یا کاهش می‌یابد، اما دگرگونی اقلیم یک تغییر برگشت‌ناپذیر در میانگین شرایط آب و هوایی است که در یک منطقه اتفاق می‌افتد. اقلیم زمین از چهار جزء تشکیل شده‌است: جو، یخ‌کره، آب‌کره و زیست‌کره. اقلیم‌شناسی وضعیت آب و هوای یک منطقه خاص را در فواصل زمانی معین و معمولاً در طول چند دهه مورد مطالعه قرار می‌دهد.

تغییر میانگین دمای هوای سطحی از زمان انقلاب صنعتی به‌علاوه محرک‌های آن تغییر. فعالیت‌های انسانی باعث افزایش دما شده‌است و نیروهای طبیعی کمی تغییر می‌دهند.

اثرات زیادی از تغییرات آب و هوا در حال حاضر در سطح ۱٫۲ درجه سانتیگراد (۲٫۲ درجه فارنهایت) احساس می‌شوند. گرم شدن بیشتر این تأثیرات را افزایش می‌دهد و می‌تواند نقاط اوج مانند ذوب شدن ورقه یخ گرینلند را ایجاد کند. بر اساس توافقنامه پاریس در سال ۲۰۱۵، کشورها به‌طور مشترک توافق کردند که گرمایش زمین را به‌طور قابل توجهی زیر ۲ درجه سانتیگراد نگه دارند، با این حال گرمایش جهانی تا پایان قرن به حدود ۲٫۷ درجه سانتیگراد (۴٫۹ درجه فارنهایت) خواهد رسید. برای محدود کردن گرمایش به ۱٫۵ درجه سانتیگراد، نیاز است که تا سال ۲۰۳۰ نصف انتشار گازهای گلخانه ای را کاهش دهیم و تا سال ۲۰۵۰ انتشار خالص صفر را دستیابی کنیم. کاهش انتشار گازهای گلخانه ای مستلزم کاهش مصرف انرژی و تولید برق از انرژی تجدیدپذیر به جای سوزاندن سوخت‌های فسیلی است. این تغییر شامل حذف تدریجی نیروگاه‌های زغال سنگ و گاز طبیعی و افزایش شدید برق تولید شده از باد، خورشید و انرژی هسته ای است. این برق باید جایگزین سوخت‌های فسیلی برای تأمین انرژی حمل و نقل، گرمایش ساختمان‌ها و تأسیسات صنعتی شود. کربن همچنین می‌تواند از جو حذف شود، به عنوان مثال با افزایش پوشش جنگلی و کشاورزی با روش‌هایی که کربن موجود در خاک را جذب می‌کند.

## واژه‌شناسی
قبل از دهه ۱۹۸۰، زمانی که مشخص نبود که آیا تأثیر گرمایی گازهای گلخانه‌ای قوی‌تر است یا تأثیر خنک‌کنندگی ذرات معلق در آلودگی هوا است یا خیر، دانشمندان از اصطلاح اصلاح ناخواسته آب و هوا برای اشاره به تأثیرات انسان بر اقلیم استفاده می‌کردند.
در دهه ۱۹۸۰، اصطلاحات گرمایش جهانی و تغییر اقلیم رایج‌تر شد. اگرچه این دو اصطلاح گاهی به‌جای یکدیگر استفاده می‌شوند، از نظر علمی، گرمایش جهانی تنها به افزایش گرمایش زمین اشاره دارد، در حالی که تغییرات اقلیمی کل تغییرات سیستم آب و هوای زمین را توصیف می‌کند. گرمایش جهانی که در اوایل سال ۱۹۷۵ مورد استفاده قرار گرفت اما پس از شهادت دادن جیمز هنسن، دانشمند آب و هوای ناسا، در سال ۱۹۸۸ در سنای ایالات متحده، این عبارت به محبوبیت بیشتری دست یافت.شهادت هانسن به جلب توجه به این مسئله کمک کرد و به افزایش استفاده از عبارت «گرمایش جهانی» برای توصیف پدیده افزایش دما در مقیاس جهانی کمک کرد. از دهه ۲۰۰۰، استفاده از تغییرات آب و هوایی افزایش یافته‌است. تغییر اقلیم همچنین می‌تواند به‌طور گسترده‌تری به تغییرات ناشی از انسان یا تغییرات طبیعی در طول تاریخ زمین اشاره کند. دانشمندان، سیاستمداران و رسانه‌های مختلف اکنون از اصطلاحات بحران آب و هوا یا وضعیت اضطراری آب و هوایی برای صحبت در مورد تغییرات آب و هوا و گرمایش جهانی به جای گرم شدن کره زمین استفاده می‌کنند.

تنوع آب و هوا اصطلاحی است برای توصیف تغییرات در وضعیت متوسط و دیگر ویژگی‌ها و احتمالات در همه مقیاس‌های مکانی و زمانی فراتر از وقایع منفرد اقلیمی. برخی از تغییرات، سیستماتیک نیست و به‌طور تصادفی رخ می‌دهد، به چنین تنوعی تنوع تصادفی یا نویز گفته می‌شود. اما تغییرات اقلیمی به‌طور سیستماتیک نسبتاً به‌طور منظم صورت می‌گیرد. 

تغییرات در (میزان سطوح) <زیر> ۲ <زیر>، دما و غبار ناشی از جداره یخی ووستوک، قطب شمال

اصطلاح دگرگونی اقلیم، اغلب به‌طور خاص به تغییرات اقلیمی انسانی که به آن «گرم‌شدن کره زمین» نیز گفته می‌شود گفته می‌شود. تغییرات آب و هوایی انسانی ناشی از فعالیت انسان است، درحالی‌که تغییر در آب و هوا ممکن است به عنوان بخشی از فرایندهای طبیعی زمین ایجاد گردد. از این روی، اصطلاح دگرگونی اقلیم، مترادف با گرم‌شدن کره زمین ناشی از فعالیت انسان است. در مجلات علمی، گرم‌شدن کره زمین به افزایش درجه حرارت سطح اشاره دارد، در حالی که تغییرات آب و هوایی شامل گرم‌شدن کره زمین و هر عامل دیگری است که افزایش سطح گازهای گلخانه‌ای بر آن تأثیر می‌گذارد.
اصطلاح دگرگونی اقلیم، توسط سازمان جهانی هواشناسی در ۱۹۶۶ پیشنهاد شد تا همه اشکال تنوع آب و هوایی را در مقیاس‌های زمانی بیش از ۱۰ سال، بدون در نظر گرفتن علت آنها، دربرگیرد.

## افزایش دماهای مشاهده شده
مجموعه داده‌های مستقل متعدد که سیستم آب و هوا در حال گرم شدن است. یک به اصطلاح «وقفه گرمایش جهانی» از سال ۱۹۹۸ تا ۲۰۱۳ گرمایش زمین به نسبت کندی افزایش یافت، احتمالاً ناشی از مراحل منفی نوسان ده ساله اقیانوس آرام (PDO) و نوسان چند دهه اقیانوس اطلس (AMO) بود. در دهه ۲۰۱۳ تا ۲۰۲۲، میانگین افزایش دما ۱٫۱۵ درجه سانتیگراد نسبت به دوره قبل از صنعتی (۱۸۵۰–۱۹۰۰) بیشتر بود. دماهای سطحی ۰٫۲ درجه سانتیگراد در هر دهه افزایش می‌یابد و در سال ۲۰۲۰ به دمای ۱٫۲ درجه سانتیگراد بالاتر از دوره قبل از صنعتی رسید. از سال ۱۹۵۰ به بعد، تعداد روزها و شب‌های سرد کاهش یافته و تعداد روزها و شب‌های گرم افزایش یافته‌است.
شواهد گرم شدن آب و هوا از طریق اندازه‌گیری دمای هوا با سایر مشاهدات قوی تر می‌شود.به عنوان مثال، تغییرات در چرخه طبیعی آب مانند افزایش فراوانی و شدت بارش‌های سنگین، ذوب برف و یخ‌های زمین، و افزایش رطوبت اتمسفر پیش‌بینی و مشاهده شده‌است. همچنین، گیاهان و جانوران نیز به شیوه ای سازگار با گرم شدن رفتار می‌کنند. به عنوان مثال، گیاهان در بهار زودتر شروع به گلدهی می‌کنند. یک نشانگر مهم دیگر، خنک شدن جوی بالا است که نشان می‌دهد گازهای گلخانه‌ای گرما را در نزدیکی سطح زمین به دام می‌اندازند و از تابش آن به فضا جلوگیری می‌کنند.
مناطق مختلف جهان با سرعت‌های مختلف گرم می‌شوند. این الگو مستقل از محل انتشار گازهای گلخانه ای است، زیرا گازها به اندازه کافی باقی می‌مانند تا در سراسر سیاره پخش شوند. از دوره ماقبل صنعتی، میانگین دمای سطح در مناطق خشک تقریباً دو برابر سریعتر از میانگین دمای سطح جهانی افزایش یافته‌است. این به دلیل ظرفیت گرمایی بیشتر اقیانوس‌ها است و به دلیل اینکه اقیانوس‌ها گرمای بیشتری را با تبخیر از دست می‌دهند. انرژی حرارتی در سیستم آب و هوای جهانی حداقل از سال ۱۹۷۰ تنها با مکث‌های کوتاهی رشد کرده‌است و بیش از ۹۰ درصد از این انرژی اضافی در اقیانوس‌ها ذخیره شده‌است. بخش دیگری از این انرژی به گرمایش جو، ذوب یخ و گرم شدن قاره‌ها منجر شده‌است.
نیمکره شمالی و قطب شمال خیلی سریعتر از قطب جنوب و نیمکره جنوبی گرم شده‌اند. نیمکره شمالی نه تنها سطح زمین بسیار بیشتری دارد، بلکه پوشش فصلی برف و یخ دریا نیز بیشتر است. از آنجایی که این سطوح پس از ذوب شدن یخ از بازتاب نور زیاد به تاریک شدن تغییر می‌کنند، شروع به جذب گرمای بیشتری می‌کنند. رسوبات کربن سیاه محلی روی برف و یخ نیز به گرم شدن قطب شمال کمک می‌کند. دمای قطب شمال بیش از دو برابر سرعت سایر نقاط جهان در حال افزایش است. ذوب یخچال‌ها و صفحات یخ در قطب شمال، گردش اقیانوس‌ها، از جمله ضعیف شدن جریان خلیج‌فارس را مختل می‌کند و آب و هوا را بیشتر تغییر می‌دهد.

## سوابق دما قبل از گرم شدن کره زمین

بازسازی دمای سطح جهانی طی ۲۰۰۰ سال گذشته با استفاده از داده‌های پراکسی از حلقه‌های درختان، مرجان‌ها و هسته‌های یخی به رنگ آبی. داده‌های مشاهده شده مستقیم به رنگ قرمز است.

انسان طی چند میلیون سال گذشته در یک اقلیمی تکراری از دوره‌های یخبندان تکامل یافته‌است، که دمای میانگین جهانی بین ۵–۶ درجه سانتیگراد سردتر از امروز متغیر بود.رکورد دما قبل از تکامل انسان شامل دماهای گرمتر و تغییرات ناگهانی گاه به گاه است، مانند حداکثر حرارتی پالئوسن-ائوسن ۵۵٫۵ میلیون سال پیش. الگوهای تاریخی گرم شدن و سرد شدن زمین، مانند دوره گرمایش قرون وسطی و عصر یخبندان کوچک، در مناطق مختلف به‌طور همزمان رخ ندادند. در مناطق محدودی ممکن است دما به اندازه دماهای دههٔ پایانی قرن بیستم برسد. این اتفاق ممکن است در برخی مناطق خاص و در زمان‌های محدودی رخ داده باشد. اما باید توجه داشت که این دماها به سراسر جهان در یک زمان مشخص گسترش نمی‌یابند، و هر منطقه ممکن است تجربه‌های متفاوتی در زمینه تغییرات دما داشته باشد.
بین قرن ۱۸ و اواسط قرن ۱۹ گرمایش کلی بسیار کمی رخ داد. اطلاعات اقلیمی برای آن دوره از منابع آب و هوایی مانند درختان و هسته‌های یخی به‌دست می‌آید. ثبت حرارت به در سراسر جهان در اوایل ۱۸۵۰ میلادی آغاز شد و این ثبت‌ها به تأمین پوشش جهانی در مورد دماها کمک کردند.

## علت افزایش دما در دوران اخیر

عوامل تغییر اقلیم از ۱۸۵۰–۱۹۰۰ تا ۲۰۱۰–۲۰۱۹. هیچ سهم قابل توجهی از تغییرپذیری داخلی یا محرک‌های خورشیدی و آتشفشانی وجود نداشت.

سیستم آب و هوا دارای چرخه‌های متعددی است که به صورت طبیعی رخ می‌دهند و مدت زمان آن‌ها می‌تواند سال‌ها (مانند نوسان ال نینو-جنوبی)، دهه‌ها یا حتی قرن‌ها باشد. اما تغییرات دیگر در دمای زمین ناشی از عوامل بیرونی است که تأثیر مستقیمی بر سیستم آب و هوا دارند. این عوامل بیرونی ممکن است به زمین مرتبط باشند، اما نه همیشه. به عنوان مثال، تغییرات در غلظت گازهای گلخانه‌ای، درخشندگی خورشید، فوران‌های آتشفشانی و تغییرات در مدار زمین به دور خورشید از جمله عوامل بیرونی هستند که می‌توانند تغییرات دما را تحت تأثیر قرار دهند.
دانشمندان برای تعیین سهم انسان در تغییرات آب و هوا، ابتدا تغییرات طبیعی آب و هوای داخلی و عوامل خارجی طبیعی را که به آن تأثیر می‌گذارند، از محاسبات حذف می‌کنند. سپس برای هر عامل محتمل، الگوهای یکتا یا «اثر انگشت» را مشخص کرده و با الگوهای مشاهده شده در تغییرات آب و هوا مقایسه می‌کنند. به عنوان مثال، برای بررسی تأثیر خورشید، الگوی گرم شدن از طریق تمام لایه‌های جو را بررسی می‌شود، اگر الگوی مشاهده شده تنها مرتبط با گرم شدن لایه پایین‌تر جو بود، می‌توان نتیجه گرفت که خورشید عامل اصلی تغییرات نیست. در نتیجه، با تجزیه و تحلیل تغییرات آب و هوایی اخیر، افزایش غلظت گازهای گلخانه‌ای به عنوان عامل اصلی تغییرات آب و هوا شناخته می‌شود و ذرات معلق نیز تأثیر کاهشی در آن دارند.

## عوامل دگرگونی اقلیمی
تغییرات اقلیمی به نوسانات درون محیط زمین، فرایندهای طبیعی موجود در اطراف آن، و تأثیر فعالیت بشر بر آن برمی‌گردد. عوامل خارجی که می‌تواند اقلیم را شکل دهد اغلب نیروهای اقلیمی نامیده می‌شوند شامل فرایندهایی همچون نوسانات در تابش خورشیدی، گردش (وضعی) زمین، و مقادیر (تمرکز) گاز گلخانه‌ای می‌باشند.

## نوسانات درون اقلیم زمین
آب‌وهوا در آن و به خودی خود، یک سیستم پویای غیرخطی نامنظم و بی نظم است، اما در بسیاری از موارد، مشاهده می‌شود که اقلیم یعنی وضعیت میانگین آب و هوا، به درستی ثابت و قابل پیش‌بینی است. این مسئله شامل دمای متوسط، میزان بارش، روزهای آفتابی و بسیاری متغیرهای دیگری می‌شود که در هر مکانی می‌توان آن را سنجش نمود. اما، تغییراتی نیز درون محیط زمین وجود دارند که می‌تواند بر اقلیم آن تأثیر بگذارد.

## یخبندان

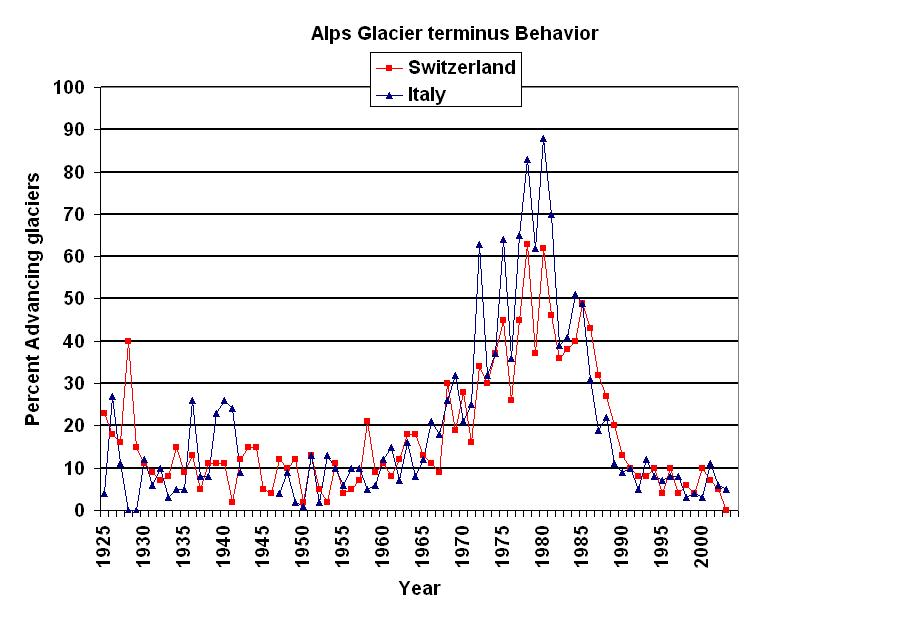
درصد افزایش توده‌های یخی در کوه‌های آلپ طی ۸۰ سال اخیر

توده‌های یخی به عنوان یکی از حساس‌ترین شاخصهای دگرگونی اقلیمی شناخته می‌شوند، که عمدتاً طی دوره سرد شدن اقلیم افزایش می‌یابند (مانند دوره کوتاه یخبندان) و در طول گرم‌شدن آب و هوا در مقیاسهای متوسط زمانی شروع به پسرفت می‌کنند. افزایش و فروپاشی توده‌های یخی، هر دو به نوسان پذیری طبیعی و عمدتاً نیروهای تشدیدکننده خارجی کمک می‌کنند. اما، طی قرن گذشته، توده‌های یخی نتوانسته‌اند به حد کافی لایه‌های یخی را مجدداً تولید کنند تا جبرانی برای یخ‌های از دست رفته طی ماه‌های تابستانی باشند. (نگاه به پسرفت توده‌های یخی از سال۱۸۵۰ به بعد| پسرفت توده یخی)
مهم‌ترین فرایندهای اقلیمی چند میلیون سال اخیر چرخه‌های یخبندان و درون یخبندان در دوره یخبندان کنونی می‌باشد. اما واکنش‌های داخلی شکل گرفته در چرخه‌های میلانکوویچ| نوسانات گردشی، شامل صفحات یخی قاره‌ای و m۱۳۰ تغییر سطح دریا است که قطعاً نقش کلیدی را دربارهٔ تصمیم‌گیری پیرامون این مسئله ایفا می‌کند که چه واکنش اقلیمی در بیشتر مناطق مشاهده خواهد شد. تغییرات دیگر، از جمله وقایع هاینریش، حوادث دانسگار اوشگر و داغ‌گلی نورس نشانگر توان بالقوه نوسانات یخبندان است که حتی در غیاب تغییرات گردشی خاص بر اقلیم تأثیر می‌گذارد.

## نوسان‌پذیری اقیانوس

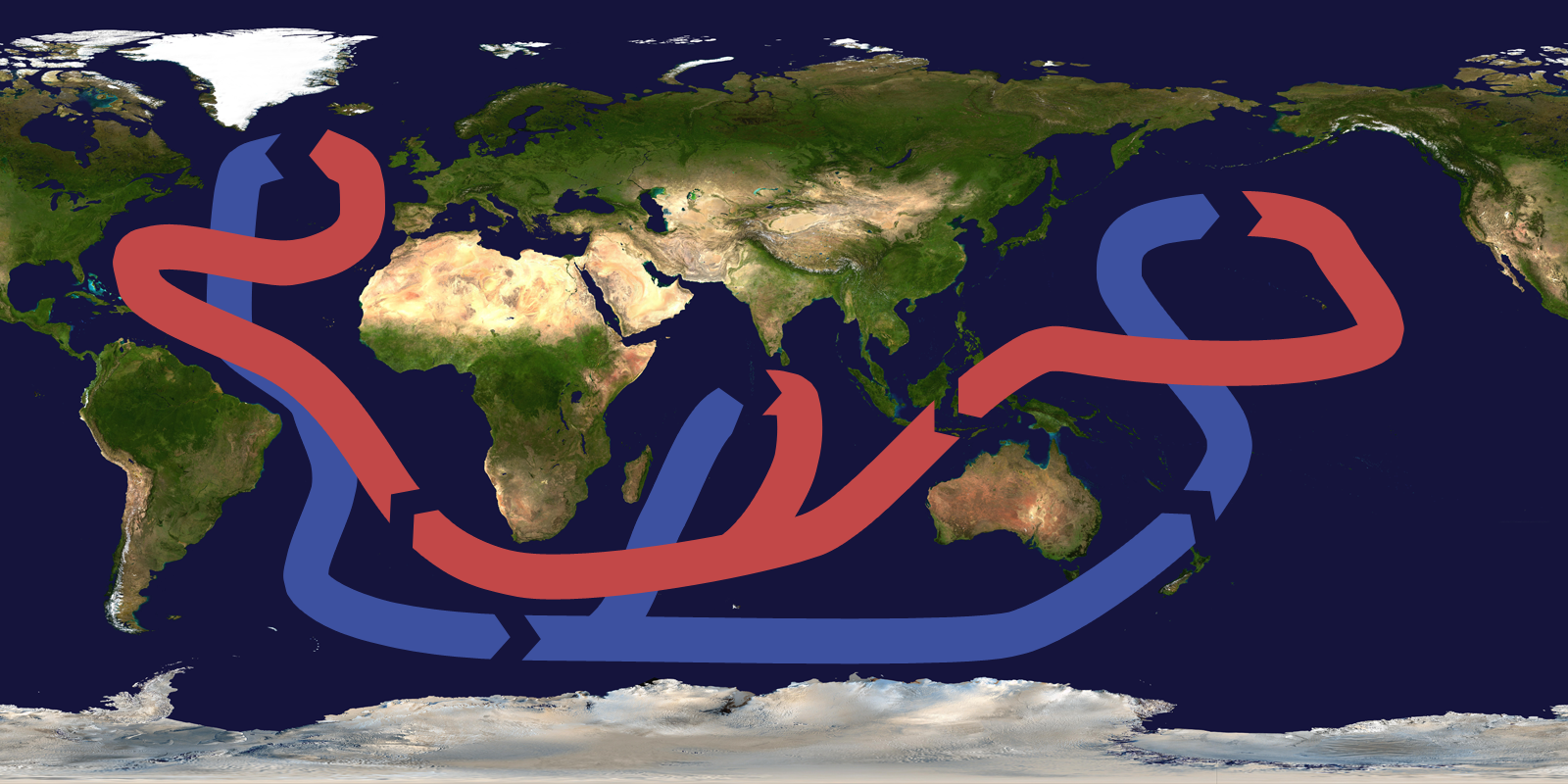
نمایی از گردش جدید ترموهالاین

تقریباً در مقیاس چند دهه، تغییرات اقلیمی نیز می‌تواند از تغییرات درون سیستم‌های اقیانوسی/ جوی حاصل شود. بسیاری از شرایط اقلیمی، مشهود تر از همه ENSO| نوسان جنوبی ال نینو، بلکه شامل نوسان دهه‌ای پاسیفیک، نوسانان اقیانوس اطلس شمالی، و نوسان اقیانوس منجمد جنوبی بوده که به عنوان شرایطی خاص درون سیستم اقلیمی شناخته شده‌اند، که دستِ‌کم در اثر وجود آن‌ها تا حدودی با روش‌های گوناگون گرما توانسته در اقیانوسها ذخیره و بین منابع مختلف جابجا شود. در مقیاس‌های زمانی طولانی‌تر، فرایندهای اقیانوسی همچون گردش ترموهالاین نقش کلیدی را در توزیع مجدد گرما ایفا می‌نماید، و در صورت تغییر توانسته به شدت بر اقلیم تأثیر بگذارد.

## حافظه (بازگشت) اقلیمی
بیشتر اشکال نوسان پذیری داخل یک سیستم اقلیمی را می‌توان به شکل پسماند محسوب نمود، به این مفهوم که وضعیت جاری اقلیم نه تنها بیانگر ورودی‌های آن بلکه تاریخچه چگونگی پیدایش و رسیدن به این مرحله در آن می‌باشد؛ مثلاً، یک دهه شرایط خشکسالی می‌تواند موجب نابودی دریاچه‌ها، خشک شدن کامل دشتها و توسعه کویرها شود. در عوض، این شرایط می‌تواند به بارشهای کمتر در سال‌های جاری بینجامد. به‌طور خلاصه، دگرگونی اقلیمی می‌تواند یک فرایند خودجوش دائمی باشد زیرا جنبه‌های گوناگون محیطی با نسبت‌های متفاوت و به طرق گوناگون نسبت به نوساناتی که ناگزیر روی می‌دهد، پاسخ می‌دهند.

## عوامل غیر اقلیمی ایجادکننده تغییر آب و هوایی

### گازهای گلخانه‌ای

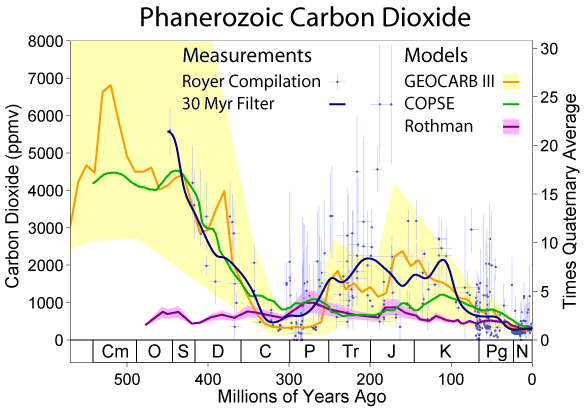
نوسانات دی‌اکسید کربن طی ۵۰۰ میلیون سال اخیر

مطالعات اخیر، نشان می‌دهد که نیروی تابشی در اثر گازهای گلخانه‌ای عامل اصلی گرم‌شدن جهانی می‌باشد. گازهای گلخانه‌ای نیز نقش مهمی در درک تاریخچه اقلیمی زمین دارند. بر طبق این مطالعات، اثر گلخانه‌ای که در اثر به دام انداختن حرارت از سوی گازهای گلخانه‌ای، تولید گرما می‌کند، نقشی کلیدی در تنظیم دمای زمین دارد.
در طول ۶۰۰ میلیون سال اخیر، مقادیر دی‌اکسید کربن احتمالاً از بیش از ۵۰۰۰ ppm تا کمتر از ۲۰۰ ppm تغییر کرده که عمدتاً به خاطر تأثیر فرایندهای زمین‌شناسی و ابداعات زیست‌شناسی بوده‌است. با دقتی بیشتر، این مسئله (توسط وایزر و دیگران ۱۹۹۹) مورد بحث قرار گرفت که نوسانات در مقادیر گازهای گلخانه‌ای به ازای ده‌ها میلیون تن در سال به خوبی با دگرگونی اقلیمی همبستگی ندارد که احتمالاً در این مورد تکتونیک صفحه‌ای نقش غالب تری را ایفا می‌کند. اما، نمونه‌های متعددی از تغییرات سریع در مقادیر گازهای گلخانه‌ای در جو زمین وجود دارند که ظاهراً با گرم‌شدن شدید رابطه تنگاتنگی دارند از جمله دوره حداکثر سوزان پالئوسن- ایوسن| دوران پالئوسن- ایوسن، دوران انقراض پرمین- ترازئیک| دوران انقراض خزندگان و دایناسورها و پایان دوره یخبندان زمین در ناحیه اسکاندیناوی (وارانجیان).
طی دوران جدید، بالا رفتن سطوح دی‌اکسید کربن به عنوان عامل اصلی محسوب می‌شود که موجب گرم‌شدن جهان از سال ۱۹۵۰ تاکنون شده‌است.

#### تکتونیک (زمین ساختی) صفحه‌ای
در طولانی‌ترین مقیاس‌های زمانی، تکتونیک صفحه‌ای قاره‌ها را جابجا کرده، اقیانوس‌ها را شکل داده، و کوه‌ها را تشکیل داده و از هم جدا می‌سازد و کلاً به عنوان فرایندی تعریف شده که اقلیم در آن پدید می‌آید. در زمان اخیر، حرکات صفحه‌ای در مورد تشدید روند دوره یخبندان کنونی بیان شده‌اند زمانی در حدود ۳ میلیون سال قبل، که در آن صفحات (قاره‌ای) آمریکای شمالی و جنوبی با یکدیگر برخورد نمودند تا باریکه پاناما را تشکیل داده و به درهم آمیختگی میان اقیانوسهای اطلس و آرام پایان دهند.

#### نوسان خورشیدی

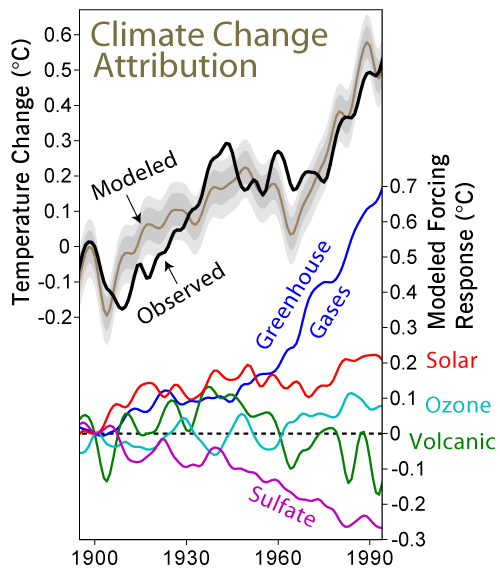
نوسانات در فعالیت خورشیدی طی چند قرن گذشته بر اساس مشاهدات مربوط به لکه‌های خورشیدی و ایزوتوپ‌های بریلیوم

خورشید، به عنوان یک منبع فناپذیر، تقریباً تمام انرژی سیستم اقلیمی را تأمین می‌نماید و یک بخش کامل در شکل‌گیری آب و هوای زمین می‌باشد. درطولانی‌ترین مقیاسهای زمانی، خورشید هم‌زمان با این که به روند اصلی تکامل خود ادامه می‌دهد، درخشانتر هم می‌شود. در ابتدای پیدایش تاریخ زمین، تصور بر این بود که آن خیلی سرد بوده تا بتواند مایع آب را بر روی سطح زمین حفظ نماید، که این به موضوعی منجر شد که تحت عنوان پارادوکس خورشید جوان بی‌حال شناخته می‌شود.
در مقیاسهای جدیدتر زمانی، اشکال متفاوتی از نوسان خورشیدی نیز وجود دارند از جمله چرخه خورشیدی ۱۱ ساله و دوره تغییرات طولانیتر. اما، چرخه ۱۱ ساله لکه خورشیدی به روشنی و به خودی خود در داده‌های اقلیم‌شناسی ظهور نمی‌کند. این نوسانات در پیدایش دوره کوتاه یخبندان و برخی موارد مشاهده گرم‌شدن زمین از سال ۱۹۰۰ تا ۱۹۵۰ اثرگذار به حساب آمده‌اند.

#### تغییرات گردشی
نوسانات گردشی در برخی موارد در تأثیرشان بر اقلیم (زمین)، موجب توسعه نوسان پذیری خورشیدی می‌شوند، زیرا نوسانات جزئی در گردش وضعی زمین سبب تغییراتی در توزیع و فراوانی نور خورشید می‌شود که به سطح زمین می‌رسد. یک چنین نوسانات گردشی، تحت عنوان چرخه‌های میلانکویچ، روند کاملاً قابل پیش‌بینی بر اساس اصول علم فیزیک و در اثر تعاملات دوجانبه زمین و خورشید و سایر سیارات می‌باشند. این نوسانات به عنوان نیروهای محرک موجود در چرخه‌های یخبندان و درون یخبندان از دوره یخبندان کنونی محسوب می‌شوند. نوسانات پیچیده تری نیز وجود دارند، همچون پیشروی و پسروی مکرر بیابان صحرا در واکنش نسبت به انحراف مسیر گردش (وضعی زمین).

#### فوران آتشفشان
هر نوع فوران آن که در زمان‌های مختلف در هر قرن به وجود می‌آید، می‌تواند بر آب و هوا تأثیر بگذارد، که دوره چند ساله‌ای طول می‌کشد تا سرد شود؛ مثلاً فوران کوه پیناتوبو در سال ۱۹۹۱، که اثر آن به ندرت در نمای دمای جهانی قابل مشاهده‌است. فورانهای عظیم که تحت نام حوزه‌های بزرگ آتشفشانی شناخته می‌شوند، تنها چند بار در هر صد میلیون سال رخ می‌دهند، اما قادر است اقلیم زمین را برای میلیون‌ها سال تغییر داده و موجب انقراض‌های دسته جمعی شود. در ابتدا، دانشمندان تصور می‌نمودند که غبار پراکنده شده در جو در اثر فورانهای بزرگ آتشفشانی از طریق مسدود کردن جزئی انتقال تابش خورشیدی به سطح زمین، مسئول سرد شدن آن بوده‌اند. اما، سنجشها نشان می‌دهد که بیشتر غبار پراکنده شده در جو ظرف شش ماه به سطح زمین بازمی‌گردد.

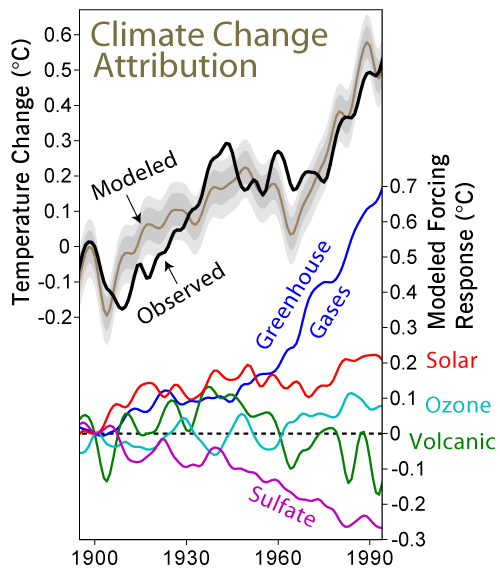
ویژگی تغییرات اخیر اقلیمی

### تأثیرات انسانی بر اقلیم
عوامل مؤثر انسانی، فعالیت‌هایی هستند که به وسیله آن انسان‌ها محیط را تغییر داده و بر اقلیم تأثیر می‌گذارند. بزرگ‌ترین عامل مورد نظر کنونی افزایش سطح CO۲ در اثر برونده‌های مربوط به احتراق سوخت فسیلی است که در نتیجه آن‌ها ذرات معلق| آئروسل‌ها (ذرات معلق در جو) موجب اعمال اثر سرد سازی (بر اقلیم) می‌شود. عوامل دیگر، از جمله استفاده از زمین، استهلاک ازن، و تخریب جنگلها نیز بر اقلیم اثرگذار هستند.

#### سوختهای فسیلی

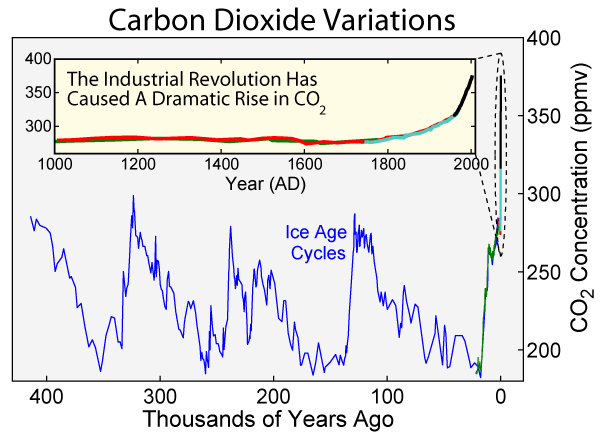
نوسانات دی‌اکسید کربن در طول ۴۰۰هزار سال اخیر، که از زمان انقلاب صنعتی افزایش را نشان می‌دهد.

با آغاز انقلاب صنعتی در دهه ۱۸۵۰ و شتابگیری آن تاکنون، مصرف سوختهای فسیلی توسط بشر موجب بالا رفتن سطح CO۲ از مقادیر ppm ۲۸۰~ تا بیش ازppm ۳۷۰ تا امروز شده‌است. این میزان در حال افزایش است تا به بیش از ppm ۵۶۰ پیش از پایان قرن ۲۱ ام برسد. در کنار سطوح فزاینده متان، برای این تغییرات پیش می‌شود که باعث افزایش دمایی حدود c ° ۶/۵–۴/۱ بین سال‌های ۱۹۹۰و ۲۱۰۰ شود. (نگاه کنید به گرم‌شدن جهانی)

#### آئروسل
اعتقاد بر این است که آئروسل‌های ساخت بشر، به خصوص آئروسل‌های سولفاتی ناشی از احتراق سوخت فسیلی نوعی تأثیر سردکنندگی اعمال نماید.
به نظر می‌رسد که این عامل به همراه نوسان پذیری طبیعی، یک خط تراز نسبی را در نمودار دماهای قرن بیستم در اواسط قرن منظور می‌نماید.

## بهره‌برداری از زمین
پیش از استفاده گسترده از سوخت فسیلی، بزرگ‌ترین تأثیر بشری بر اقلیم محلی احتمالاً از استفاده از زمین حاصل می‌شده‌است. آبیاری، تخریب جنگلها، و کشاورزی اصولاً باعث تغییر محیط می‌شود؛ مثلاً، آن‌ها میزان آب ورودی و خروجی از یک مکان خاص را تغییر می‌دهند. آن‌ها همچنین می‌توانند با اثرگذاری بر پوشش زمین و تغییر مقدار نور خورشید که جذب می‌شود، بازتابش ناحیه‌ای آن را دستخوش تغییر سازند؛ مثلاً شواهدی موجود است که تأیید می‌کند اقلیم یونان و دیگر کشورهای حوزه مدیترانه دائماً دراثر تخریب جنگلها بین سال ۷۰۰ قبل از میلاد تا زمان میلاد تغییر کرده‌است (چوب این جنگلها برای ساختن کشتی، ساختمان و به عنوان سوخت استفاده می‌شد)، که در نتیجه آن اقلیم جدید در منطقه عمدتاً داغ تر و خشک‌تر شده و گونه‌های درختی که در دنیای باستان برای ساختن کشتی بکار می‌رفته دیگر در این ناحیه یافت نمی‌شوند.
فرضیه جنجالی ویلیام رودیمن فرضیه آنترو پوسن اولیه / می‌گوید افزایش کشاورزی و به همراه آن تخریب جنگلها موجب افزایش دی‌اکسید کربن و متان طی دوره ۸۰۰۰–۵۰۰۰ سال گذشته شده‌است. این افزایشها که به تنزلهای گذشته بر می‌گردد، می‌تواند مسئول تأخیر در آغاز دوره یخبندان بعدی بر طبق فرضیه رودیمن شود.

## تأثیر متقابل عوامل
اگر یک عامل خاص (مثلاً نوسان خورشیدی) در جهت دگرگونی اقلیم عمل کند، پس ساز و کارهایی می‌تواند وجود داشته باشند که سبب تشدید یا کاهش اثرات (آن) شوند. این موارد را نیز بازخورد مثبت| مثبت و بازخورد منفی| منفی می‌نامند. تا آنجا که معلوم است، کلاً سیستم اقلیمی با توجه به این بازخوردها پایدار است: بازخوردهای مثبت مهار نشدنی نیستند. بخشی از دلیل آن، مربوط به وجود یک بازخورد قدرتمند منفی بین دما و تابش پراکنده شده‌است: تابش متناسب با توان چهارم دمای مطلق افزایش می‌یابد.
اما، تعدادی از بازخوردهای مهم مثبت نیز وجود دارند. چرخه‌های یخبندان و درون یخبندان از دوره یخبندان فعلی بیانگر یک نمونه مهم می‌باشد. باور بر این است که نوسانات گردشی (زمین) برای پیشروی و پسروی صفحات یخی زمان‌بندی ایجاد می‌کند. اما، خود این لایه‌ها نور خورشید را به فضا منعکس می‌کنند و از این رو باعث ارتقاء سرد شدن و رشد خود می‌شوند، که تحت عنوان بازخورد بازتابش- یخ شناخته می‌شود. علاوه بر این، پایین آمدن سطوح دریا و گسترش یخ رشد گیاهی را کاهش داده و به‌طور غیر مستقیم باعث افت میزان دی‌اکسید کربن و متان می‌شود. این عامل سبب سرد شدن بیشتر می‌شود.
همین‌طور، به عنوان مثال، بالا رفتن دماها در اثر برونده‌های انسانی گازهای گلخانه‌ای می‌تواند به پسروی لایه‌های یخی بینجامد که سطح تیره‌تر زیرین زمین را آشکار می‌نماید، و در نتیجه به جذب بیشتر نور خورشید منجر خواهد گردید.
بخار آب، متان، و دی‌اکسید کربن نیز می‌توانند به عنوان بازخوردهای مهم مثبت عمل نمایند، و با بالا رفتن سطوح خود در پاسخ به روند گرم‌شدن، بدینوسیله آن روند را شتاب بخشند. بخار آب قطعاً به عنوان یک بازخورد (به استثنای مقادیر اندک آن در استراتوسفر) برخلاف دیگر گازهای گلخانه‌ای اصلی می‌تواند به عنوان عوامل مؤثر عمل کند.
بازخوردهای پیچیده‌تر شامل احتمال تغییر الگوهای گردشی در اقیانوس یا جو می‌باشند؛ مثلاً، نگرانی مهم در دوران جدید، ذوب شدن توده یخی گرینلند است که همراه با تن نشست آبها در قطب شمال و ایجاد مانع بر سر گردش ترموهالاین خواهد بود. این مسئله می‌توانست بر جریان خلیج و توزیع گرما به اروپا و ساحل شرقی ایالات متحده اثر بگذارد. دیگر بازخوردهای بالقوه به خوبی قابل درک نمی‌باشند و ممکن است موجب جلوگیری یا افزایش روند گرم‌شدن بشوند؛ مثلاً، معلوم نیست که آیا بالا رفتن دماها موجب افزایش یا جلوگیری رشد گیاهی (نباتی) می‌شود که این در عوض می‌تواند کمابیش میزان دی‌اکسید کربن را تنزل دهد. همچنین، افزایش دما می‌تواند کمابیش باعث ایجاد پوشش ابر شود. چون این موضوع در پوشش متوازن ابری دارای اثر سردکنندگی می‌باشد، هرگونه تغییری در افزایش ابرها نیز می‌تواند بر آب و هوا اثر بگذارد.

## شواهد برای دگرگونی اقلیمی
این شواهد از دسته‌ای از منابع به دست می‌آید که می‌توان برای بازسازی اقلیم‌های قدیمی بکار برد. بیشتر این شواهد تغییرات غیر مستقیم آب و هوایی هستند که از نوسانات موجود در شاخصهایی استنباط می‌شود بر اقلیم تأثیر می‌گذارند، همچون رویش گیاهان، دانش تعیین سن گیاهان با شمارش حلقه‌های رشد، لایه‌های یخی، تغییر سطح دریا، پسروی (لایه) یخی.

### تحلیل گرده افشانی
برخی گونه‌ها دارای الزامات خاص اقلیمی هستند که بر پراکندگی‌های جغرافیایی آن‌ها اثر می‌گذارد. هر گونه گیاهی دارای دانه گرده‌ای شکل بارزی می‌باشد و در صورتی که این دانه‌ها در محیطهای عاری از اکسیژن همچون نقاط گندابی، در برابر تخریب از خود مقاومت نشان می‌دهند. تغییرات موجود در دانه گرده در سطوح مختلف از این محیط گندابی با بیان تغییرات اقلیمی نشان داده می‌شود.
یک محدودیت در این روش این حقیقت است که دانه گرده می‌تواند از طریق باد یا گاهی حیات وحش به فواصل عمدتاً دوری منتقل شود.

### قاب بال‌ها
بازماندگان سوسک‌های قاب بال معمولاً در آبهای روان و رسوبات زمینی وجود دارند. گونه‌های مختلف این نوع سوسک بیشتر تحت شرایط گوناگون اقلیمی یافت می‌شوند.
دانستن دامنهٔ اقلیم کنونی از گونه‌های مختلف، و سن رسوباتی که این گونه‌های بازمانده در آن‌ها یافت می‌شوند، اجازه می‌دهد تا بر روی شرایط اقلیمی گذشته کار تحقیقی انجام گیرد.

### زمین‌شناسی یخبندان
توده‌های یخی پیشرو که خاک و سنگ واریزه و دیگر اجزای (محیطی) را پشت سر می‌گذارند که اغلب موادی داده پذیر (قابل سنجش) در آن‌ها وجود دارد، به هنگامی که توده یخی حرکت می‌کند و از خود این مواد را برجای می‌گذارد، اثر آن‌ها ثبت می‌شود. همچنین، فقدان پوشش یخی را می‌توان از طریق وجود خاک داده پذیر یا حوزه اجزای آتشفشانی تعیین نمود. توده‌های یخی از سوی IPCC به عنوان یکی از حساسترین شاخص‌های اقلیمی محسوب می‌شود، و نوسانات مشاهده شده اخیر یک نوع نشانه جهانی از دگرگونی اقلیمی فراهم می‌سازد. نگاه کنید به پسروی توده‌های یخی از سال ۱۸۵۰ تاکنون.

### ارقام (ثبت شده) تاریخی
ارقام تاریخی عبارتند از نگاره‌های غارها، عمق حفاری زمین در گرینلند، خاطرات، مدرک مستند وقایع (همچون «نمایشگاه‌های یخی» بر روی رودخانه یخ زده تیمز لندن) و شواهد نواحی کشت انگور. از سال ۱۸۷۳ به بعد گزارشهای روزانه هواشناسی ثبت (مستند) شده‌است، و انجمن سلطنتی گردآوری داده‌ها را از قرن هفدهم رواج داده‌است. ارقام ثبتی هر بخش اغلب منبع خوبی از داده‌های اقلیمی هستند.

## نمونه‌هایی از دگرگونی اقلیمی
دگرگونی اقلیمی در سراسر کل تاریخ زمین تداوم یافته‌است. رشته دیرینه- اقلیم‌شناسی اطلاعاتی را از دگرگونی اقلیمی در زمان گذشته فراهم آورده‌است، در حالی که مشاهدات جدید اقلیمی را نیز تکمیل می‌نماید. بی شک، بیشتر این تغییرات ماقبل تاریخی صرفاً حاصل عوامل طبیعی هستند.
- دیرین‌اقلیم‌شناسی
- پارادوکس خورشید جوان
- زمین گوی برفی
- فاجعه اکسیژن
- بررسی تغییرات اقلیمی فانروزوئیک
- بیشینه گرمایی پالئوسن-ائوسن
- دوره (های) یخبندان
- داغ‌گلی نورس
- دما در دوران یخبندان
- گرم‌شدن زمین
- سال بی‌تابستان

## دگرگونی اقلیمی و اقتصاد
بحثی دربارهٔ این موضوع که چگونه دگرگونی اقلیمی بر اقتصاد جهان اثر می‌گذارد، وجود داشته‌است. درگزارش مورخه ۲۹ اکتبر۲۰۰۶، از سوی نیکولاس استرن، اقتصاد دان برجسته بانک جهانی| مدیر اقتصادی و معاون بلندپایه ریاست بانک جهانی، او اظهار می‌دارد که تغییر آب و هوائی توانسته بر رشد اقتصادی| رشد اثر بگذارد به نحوی که می‌توان تا یک پنجم اقتصاد آن را دچار ورشکستی نماید مگر آن که یک اقدام کارآمد نسبت به آن اتخاذ گردد.
(گزارش هشدار در مورد تغییرات اقلیم)

## تاریخچه

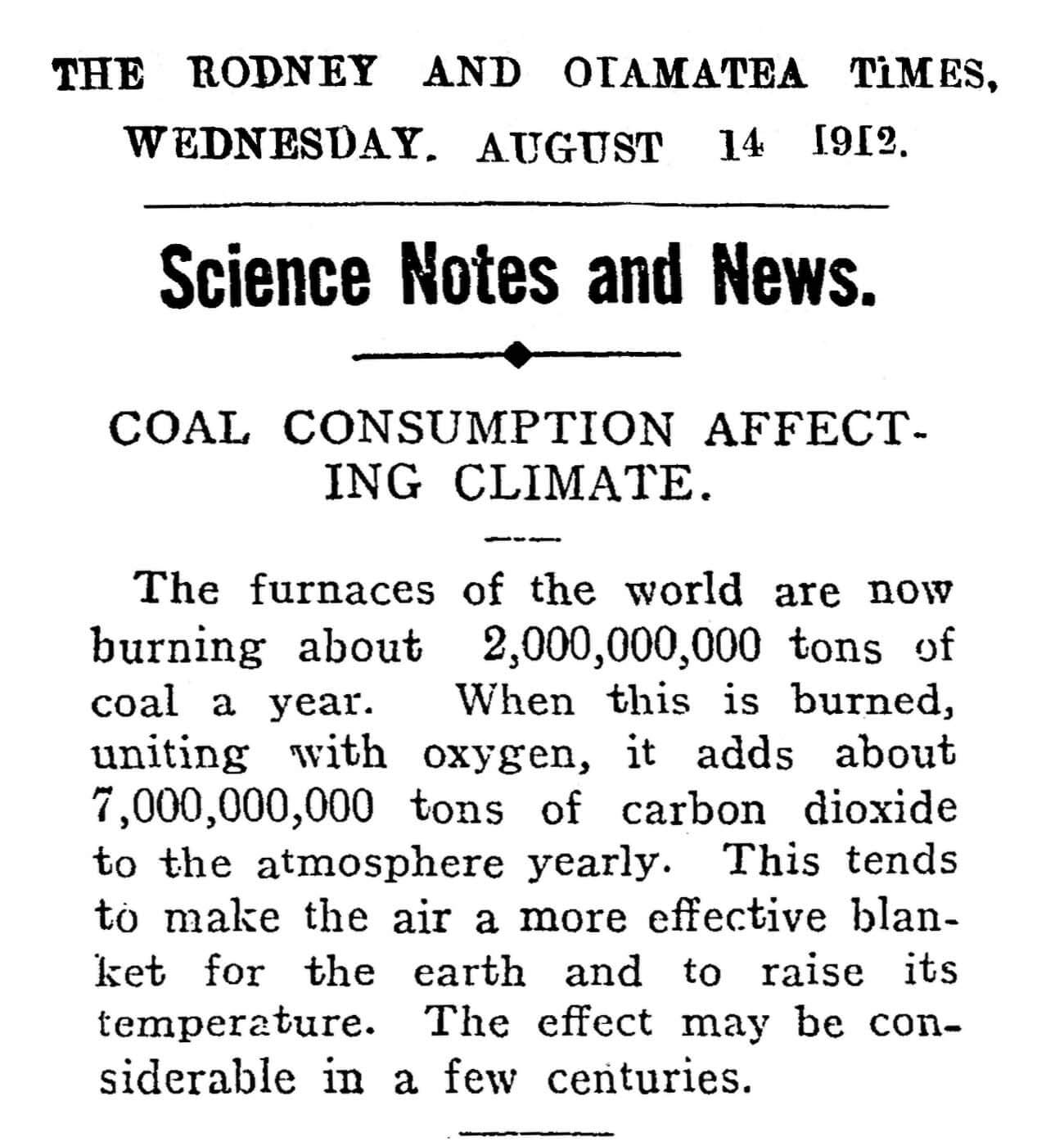
این مقاله در سال ۱۹۱۲ به‌طور مختصر اثر گلخانه ای را توصیف می‌کند، که چگونه سوزاندن زغال سنگ دی‌اکسید کربن ایجاد می‌کند تا باعث گرم شدن کره زمین و تغییرات آب و هوایی شود.

### اکتشافات اولیه
دانشمندان در قرن نوزدهم مانند الکساندر فون هومبولت شروع به پیش‌بینی اثرات تغییرات آب و هوا کردند. در دهه ۱۸۲۰، جوزف فوریه اثر گلخانه ای را پیشنهاد کرد تا توضیح دهد که چرا دمای زمین بالاتر از آن چیزی است که انرژی خورشید به تنهایی می‌تواند بدهد. جو زمین نسبت به نور خورشید شفاف است، بنابراین نور خورشید به سطحی می‌رسد که در آنجا به گرما تبدیل می‌شود. با این حال، جو نسبت به گرمای ساطع شده از سطح شفاف نیست و مقداری از آن گرما را جذب می‌کند که به نوبه خود زمین را گرم می‌کند.
در سال ۱۸۵۶ یونیس نیوتن فوت نشان داد که تأثیر گرمایش خورشید در هوای دارای بخار آب بیشتر از هوای خشک است و اثر گرمایشی بیشتری با افزایش میزان دی‌اکسید کربن در هوا دیده می‌شود. او نتیجه گرفت که "بخار آب و دی‌اکسید کربن در اثر گرمایشی زمین نقش دارند و افزایش مقدار آنها منجر به افزایش دما و تغییرات آب و هوایی می‌شود…"
در سال 1859 جان تیندال ثابت کرد که نیتروژن و اکسیژن، دو عنصر اصلی هوای خشک هستند و حدود ۹۹٪ آن را تشکیل می‌دهند، آنها قادر به عبور حرارت تابیده شده نیستند و این حرارت را به خوبی از خود عبور نمی‌دهند. تیندال پیشنهاد کرد که تغییرات در غلظت این گازها ممکن است باعث تغییرات آب و هوایی در گذشته، از جمله عصر یخبندان شده باشد.
آرنیوس مشاهده کرد که بخار آب در هوا به‌طور مداوم تغییر می‌کند، اما غلظت کربن‌دی‌اکسید در هوا تحت تأثیر فرآیندهای زمین‌شناسی طولانی مدت است و گرم شدن ناشی از افزایش غلظت CO2 باعث افزایش مقدار بخار آب می‌شود و این امر باعث تشدید تأثیر دی‌اکسید کربن در گرمایش زمین می‌شود. در سال ۱۸۹۶، او اولین مدل آب و هوایی در نوع خود را منتشر کرد و پیش‌بینی کرد که نصف شدن سطح کربن‌دی‌اکسید می‌تواند باعث کاهش دما شود و عصر یخبندان را آغاز کند. دانشمندان دیگر در ابتدا شک داشتند و معتقد بودند که اثر گلخانه ای اشباع شده‌است به طوری که افزایش مقدار کربن‌دی‌اکسید تفاوتی ایجاد نمی‌کند و آب و هوا خود تنظیم می‌شود. در آغاز سال ۱۹۳۸، گای استوارت کالندر شواهدی مبنی بر گرم شدن آب و هوا و افزایش سطح CO2 منتشر کرد، اما محاسبات او با مخالفت‌های مشابهی روبرو شد.

### توسعه یک توافق علمی
در دهه ۱۹۵۰، گیلبرت پلاس یک مدل کامپیوتری دقیق ایجاد کرد که شامل لایه‌های مختلف جو و طیف مادون‌قرمز بود. این مدل پیش‌بینی کرد که افزایش سطح CO2
باعث گرم شدن زمین می‌شود. تقریباً در همان زمان، هانس سوس شواهدی پیدا کرد که نشان می‌داد سطح CO2
حال افزایش بوده‌است و راجر رول نشان داد که اقیانوس‌ها این افزایش گرما را جذب نمی‌کنند. این دو دانشمند به چارلز کیلینگ کمک کردند تا غلظت کربن‌دی‌اکسید موجود در جو زمین را از سال ۱۹۶۰ تا ۲۰۱۰ نشان دهد که به آن "منحنی کیلینگ " می‌گویند. دانشمندان به مردم هشدار دادند و این خطرات در شهادت جیمز هانسن در کنگره در سال ۱۹۸۸ برجسته شد. هیئت بین دولتی تغییرات آب و هوایی (IPCC) در سال ۱۹۸۸ برای ارائه مشاوره رسمی به دولت‌های جهان تشکیل شد، هدف اصلی این سازمان، ارزیابی تحقیقات بین رشته‌ای در زمینه تغییرات اقلیمی و تهیه گزارش‌هایی است که شامل بررسی بحث علمی در مقالات داوری شده مجلات علمی می‌شود. این گزارش‌ها به عنوان یک منبع قابل اعتماد دربارهٔ تأثیرات تغییرات اقلیمی استفاده می‌شوند.
بدون شک، تغییرات اقلیمی یک مسئله علمی جدی است که توسط جامعه علمی جهانی بسیار مورد توجه قرار گرفته‌است. این توافق علمی بر اساس بررسی‌های گسترده و تحلیل داده‌های اقلیمی از سراسر جهان به دست آمده‌است. تا سال ۲۰۱۹، توافق در این مورد به بیش از ۹۹٪ رسیده‌است و هیچ نهاد علمی ملی یا بین‌المللی با این دیدگاه مخالف نیست.نتیجه این توافق علمی این است که باید اقداماتی برای محافظت از مردم در برابر تأثیرات تغییرات اقلیمی انجام شود، این اقدامات می‌تواند شامل استفاده از منابع انرژی تجدیدپذیر، بهبود کارایی انرژی، حفاظت از منابع آب، حفاظت از اکوسیستم‌ها و ایجاد سیاست‌های ملی و بین‌المللی جهت مقابله با تغییرات اقلیمی باشد.

## برای مطالعهٔ بیشتر
- Cronin, Thomas N. (2010). Paleoclimates: understanding climate change past and present. New York: Columbia University Press. ISBN 978-0-231-14494-0.
- IPCC (2007).  Solomon, S.; Qin, D.; Manning, M.; Chen, Z.;  et al. (eds.). Climate Change 2007: The Physical Science Basis (PDF). Contribution of Working Group I to the Fourth Assessment Report of the Intergovernmental Panel on Climate Change. Cambridge University Press. ISBN 978-0-521-88009-1. (pb: شابک ‎۹۷۸−۰−۵۲۱−۷۰۵۹۶−۷).
- IPCC (2008).  The Core Writing Team; Pachauri, R.K.; Reisinger, A.R. (eds.). Climate Change 2008: Synthesis Report. Contribution of Working Groups I, II and III to the Fourth Assessment Report of the Intergovernmental Panel on Climate Change. Geneva, Switzerland: IPCC. ISBN 978-92-9169-122-7.[پیوند مرده].
- Burroughs, William James (2001). Climate Change: A multidisciplinary approach. Cambridge: Cambridge university press. ISBN 0-521-56771-8.
- Burroughs, William James (2007). Climate Change: A multidisciplinary approach. Cambridge: Cambridge university press. ISBN 978-0-511-37027-4.
- Ruddiman, William F. (2008). Earth's climate: Past and Future. New York: W. H. Freeman and Company. ISBN 978-0-7167-8490-6.
- Rohli, Robert. V.; Vega, Anthony J. (2018). Climatology (fourth ed.). Jones & Bartlett Learning. ISBN 978-1-284-12656-3.